# Yamaha Motor Company
A Yamaha Motor Company, Limited (ヤマハ発動機株式会社, Jamaha Hacudóki Kabusiki Gaisa) egy japán motorkerékpár-gyártó cég, a Yamaha Corporation leányvállalata.
A Yamaha Corporationnek nagy tapasztalata volt a fémötvözetek gyártásában, mivel széles körben alkalmazták akusztikus zongoráikban. Ezt a tudást adták át a Yamaha Motor Companynek, és használták fel a motorblokk és a váz gyártásánál. A Yamaha Corporation a világ legnagyobb zongorakészítő vállalatává nőtte ki magát, melynek láttán Genichi Kowakami a vállalat akkori első embere 1955. július 1-jén megalapította a vállalatcsoport motorgyártó leányvállalatát. A Yamaha a világ második legnagyobb motorkerékpárokat előállító gyára a Honda után. Nemcsak motorkerékpárokat hanem egyéb járműveket is készítenek, többek között: ATV-ket (quadokat), terepjárókat, csónakmotorokat, jetskiket, hómobilokat és hajókat, továbbá áramfejlesztő berendezéseket.
A Yamaha vállalat logója három hangvillából áll, melyek egymásra helyezve háromszög alakzatot zárnak be egy körön belül.
2000-ben a Toyota és a Yamaha tőkeegyesítése révén a Toyota 5% tulajdonrészt szerzett a Yamaha Corp.-ben melyért 10,5 mrd Yen-t fizetett, cserében a Yamaha 500 000 darab Toyota részvényt vásárolt.
A Yamaha hosszú versenymúlttal büszkélkedhet. Különböző bajnokságokban, kategóriákban számos csapat képviselte, vagy képviseli a Yamahát, részben természetesen a motorkerékpárversenyek területén.
Számos nagyszerű eredményt értek el Yamaha motorkerékpárokkal többek között Bob Hannah, Heikki Mikkola, Kenny Roberts, Eddie Lawson, Wayne Rainey, Jeremy McGrath, Stefan Merriman, Chad Reed, és természetesen napjaink szupersztárja Valentino Rossi, vagy éppen a MOTO GP-ben bemutatkozó évét töltő Ben Spies, aki a Yamaha színeiben nyert világbajnokságot 2009-ben a WSBK sorozatban. Ezt az eredményt egyébként a Yamaha azzal jutalmazta, hogy a 2009-es Moto Gp szezon utolsó futamára (Valencia) egy Yamaha M1-es moto gp versenymotort biztosított számára melynek nyergében a 12. helyről rajtova a 7. helyig küzdötte fel magát.
A Yamaha összesen 36 világbajnokságot nyert, többek között: hármat a Moto gp-ben (Valentino Rossi-val a nyeregben), kilencet a moto gp-t megelőző 500 cm³-es kétütemű osztályban, egyet a már említett superbike versenysorozatban, továbbá 2008-ban és 2009-ben a supercross bajnokságban, köszönhetően Chad Reed-nek és James Stewart-nak egy-egy YZ 450F-el.
A Yamaha volt az első 1975-ben akik monoshock (központi rugóstaggal szerelt) motokrossz versenymotort építettek. Ez a hátsó futómű csillapítási elrendezés vezetett aztán a modern motorkrossz motorokhoz tulajdonképpen.
1962 óta a Yamaha lehetővé teszi grand prix versenymotorjainak megvételét utcai használatra is. Egy ilyen motorokból álló nem gyári támogatású angol csapat Rodney Gould-al a nyeregben 1970-ben megnyerte a VB címet a 250 cm³-esek versenyében egy Yamaha TD2-essel.
A vállalat 1989 és 1997 között F1-es erőforrásokat is gyártott, illetve szállított a Zakspeed és Tyrrell Formula–1 csapatoknak. Habár nem nyertek futamot velük, néhány versenyző, mint: Damon Hill, Ukyo Katayama, Mark Blundell és Andrea de Cesaris elismerésre méltó eredményeket értek el ezek használatával.
A Yamaha épített erőforrásokat más gyártók számára is. Leginkább említésre érdemes modelljeik a V-6 és V-8 erőforrások voltak a Ford Taurus SHO számára. A Volvo XC90 és S80 ugyanazt a Yamaha V-8 erőforrást használja, némileg megnövelt hengerűrtartalommal. Ezen Volvo motorok meglepően könnyűek, mindössze 190 kg-ot nyomnak(BMW E90 M3 202 kg). 1991-ben a Yamaha kifejlesztette OX99-11 kódnevű F1-es motorral szerelt szupersportkocsiját, melynek érdekessége abban állt, hogy a két pilóta egymás mögött ül a motor előtt. A projektet végül törölték a gazdasági recesszió miatt és mert nem mutatkozott kellő érdeklődés iránta.
Szintén a Yamaha-val együttműködve fejlesztette ki a Lexus az LFA 4.8 V10-es motorját és szívórendszerét. Az eredmény egy V8-as méretű és egy V6-os súlyával (kevesebb, mint 160 kg) rendelkező motor, mely fél másodperc alatt pörög 9000-es percenkénti fordulatra.

## Motorkerékpár modellek
Fő cikk: Yamaha motorkerékpárok listája

Lásd még:Yamaha Motor Racing

## Elektromos járművek

### Motorkerékpár
- Yamaha Alba
- Yamaha Frog
- Yamaha Libero
- Yamaha Gladiator
- Yamaha Mest
- Yamaha Eccy
- Yamaha Passol
- Yamaha EC-02
- Yamaha Passol-L
- Yamaha Yz85
- Yamaha Aerox

### Mopedek
Lásd még Robogók listája
- Yamaha PAS (Nickel metal hydride akkumulátor)
- PAS Lithium (Lithium ion akkumulátor)
- PAS Business (Ni-Cd akkumulátor)
- Yamaha YQ50 Aerox R
- Yamaha Jog
- Yamaha Jog Next Zone
- Yamaha Jog R
- Yamaha Neo's
- Yamaha BW'S
- Yamaha FS1 (Yamaha FS1E)
- Yamaha Lagend
- Yamaha DT50
- Yamaha TZR
- Yamaha QT50
- Yamaha REX 50

### Golf autók
Yamaha G1

### Tolószékek
- JW Active
- JW-IB
- Nesquick sponsored Race chair

### Tolószék kiegészítők
- JWX-1
- JW-II
- JW-I
- Wetard chair 85

## Terepjárók
- BW80 / 200 / 350
- YFZ450
- Raptor 80 / 350 / 660 / 700
- Blaster 200
- Banshee 350
- Warrior 350
- Bruin 350
- Grizzly 600 / 660
- Big Bear 400
- Wolverine 350 / 450
- Tri-Z 250

## Hómobil

### Korábbi modellek
- Bravo
- coRy
- Enticer
- Exciter
- Phazer (1st-3rd Generations)
- Mountain Max
- RX-1
- SnoScoot
- Sno Sport
- SRV 540 best out there
- SRX
- SRX 440
- SX R
- SX Viper/Venom
- Venture
- VK 540
- VMAX
- VMAX SX
- Vmax
- Vmax-4

### Hófúvók
- YT-600E
- YT-600ED
- YT-660EDJ
- YS-870
- YS-870J
- YS-1070
- YT-1080ED
- YT-1080EX
- YT-1290EX
- YT-1290EXR
- YS-1390A
- YS-1390AR
- coRy baby

## Távirányítású helikopterek
- Yamaha R-50
- Yamaha R-MAX

## Csónakmotorok
- 4 ütemű széria
- 4 ütemű jetski széria
- 2 ütemű V6
- 2 ütemű hordozható
- Teljes lista

## 2 kerekű off-road

### WR széria 4 ütem
- WR250F
- WR450F

### YZ széria 2 ütem
- YZ125
- YZ85
- YZ250

### YZ széria 4 ütem
- YZ250F
- YZ426F
- YZ450F

## Kart motorok

### KT széria 2 ütem
- KT100SD
- KT100SC
- KT100SEC
- KT100SP
- KT100J
- KT100AX
- KT100A2

## Víz tisztítók

### Alkalion tisztító
- OH-A21N

### Tisztítók
- OH-U20-SA2
- OH-U20-SB1
- OH-U30-HS
- OH-U30-KA4
- OH-U30-SB3
- OH-U40-KA2
- OH-U40-SB1

## Ipari gépek

### Golf autó
- G31E
- G31AL

### Motorok
- MT széria (2 ütem)
  - MT 110
  - MT 110 VLS
- MZ széria (4 ütem)
  - MZ 125
  - MZ 175
  - MZ 200 (Új modell)
  - MZ 250
  - MZ 300
  - MZ 360

### Hőszivattyú
- M series
- SH series
- 3HP multi
- Living mate
- YCJ series